# Ispin Kai
Ispin Kai é uma cidade do Afeganistão, localizada na província de Balkh.